# コンストラクションツール
コンストラクションツール（Construction Tool）は、コンピュータ上でシステムを構築する上で必要とされる汎用的な手順を、あらかじめ用意された命令により代替、もしくは補助するソフトウェア、またはプログラムの総称。ソフトウェアフレームワークの一種。コンストラクションソフト、または単にコンストラクションとも。

## 概要
システム上で必要な特定のルーチンを実行するための命令をコマンドとして扱い、処理するという点においてはライブラリやコンポーネントの発想に近いが、それらと決定的に異なるのは、完成したシステム自体で完結する、もしくはシステム部分を専用のライブラリ（もしくは格納されたコンストラクションツール自身）で代替することにより実行ファイルとして動かすことができるものが大半であるという点である。プログラミング技術を持たなくても一定の仕様を確保出来ることから、各分野における入門・体験用ツールとして、あるいはエンジニアの負担を減らすためのサポート手段として幅広く用いられている。
独自のユーザインタフェースを持つものも多く、特にコンピューターゲームの分野において顕著である。コンシューマーゲーム機などにおいてもいくつかのコンストラクション･ツールが発売され、人気のあるものはシリーズ化されることも少なくない。処理を肩代わりするといった点でゲームエンジンと共通する部分も多いが、コンストラクションツールはあくまで外部からシステム構築するためのツールであり、システムの一部として内蔵されるゲームエンジンとは性質が異なる。また、ノベルゲームを作る際に用いられるスクリプトエンジンなどもコンストラクションツールの一種として扱われることが多い。

## 主なコンストラクションツール

### ゲームコンストラクション
- ツクールシリーズ
- ウォーゲームコンストラクション
- ピンボール・コンストラクション・セット
- サンダーボール
- Super Shooting Towns

など

### スクリプトエンジン
- NScripter
- 吉里吉里2

など
詳細はスクリプトエンジンを参照のこと。

### Webオーサリングツール
- ホームページビルダー
- Adobe Dreamweaver

など。
詳細はWebオーサリングツールを参照のこと。